# Hubert Millonig
Hubert Millonig (* 27. Juli 1947) ist ein österreichischer Lauftrainer.

## Leben
Der aus Villach stammende Hubert Millonig führte seit 1983 Athleten zu Welt- und Europameisterschaften sowie Olympischen Spielen. Darunter sein jüngerer Bruder, Europameister Dietmar Millonig, Markus Ryffel, der im Jahr 1984 bei den Olympischen Spielen in Los Angeles die Silbermedaille gewann, der Hindernisläufer Wolfgang Konrad sowie Robert Nemeth. Des Weiteren betreute er den Marathonläufer Michael Buchleitner, die  Berglaufweltmeisterin und Olympiateilnehmerin Andrea Mayr und den Langstreckenläufer Valentin Pfeil.
Hubert Millonig ist verheiratet und Vater eines Sohnes und einer Tochter.
| Personendaten    | Personendaten                |
| ---------------- | ---------------------------- |
| NAME             | Millonig, Hubert             |
| KURZBESCHREIBUNG | österreichischer Lauftrainer |
| GEBURTSDATUM     | 27. Juli 1947                |